# カイア・パーナビー
カイア・パーナビー（Kaia Parnaby、1990年7月14日 - ）は、オーストラリア・ニューサウスウェールズ州ビルゴラプラトー出身の女子ソフトボール選手（投手）。SGホールディングスギャラクシースターズ所属。ソフトボールオーストラリア代表。JDリーグにおける登録名はカーヤ・パーナビー。

## 経歴
姉の影響で11歳の時にソフトボールを始める。地元の高校を卒業後、アメリカのハワイ大学（ハワイ・レインボーワヒネ）に進学し、2010-2013年にかけてプレー。2010年にはチーム史上初のWCWS進出のメンバーとなった。
2014年に日本リーグ（現JDリーグ）のSGホールディングスグループに入団。初年度から主戦投手として登板し続けている。2018年には98奪三振を記録し、モニカ・アボット（143奪三振）に次ぐ2位であった。2020年9月13日の日本精工ブレイブベアリーズ戦で日本リーグ通算500奪三振を達成した。JDリーグが発足した2022年からは、2シーズン連続で、西地区・防御率3位の成績を残している。
ナショナルチームでは、2007年にオランダのエンスヘデで開催された世界ジュニア選手権に出場し、銅メダルを獲得。2009年のカナダカップでは、18歳でトップ代表（Aussie Spirit）に初選出された。以降、オーストラリア代表の主戦投手として数多くの国際大会に出場し、世界選手権での2つの銅メダル獲得（2012年・2014年）などに貢献した。2021年には東京オリンピックに出場。オーストラリアとして5大会連続のメダル獲得が懸かる中、パーナビーは3試合に先発したがイタリアから1勝をあげたのみで、チームとしても1勝4敗で5位に終わった。
オーストラリア選手権（ギリーズシールド）にはNSW代表（NSW Firestars）のメンバーとして参加しており、6回優勝している。

## 選手としての特徴
変化球はできるだけ打者付近で曲げることを意識している。自らの投球を「球速がないため三振は狙わず、回転数で勝負する」と分析している。常にピッチャー有利なカウントを作り、試合をコントロールしながら相手打線を抑え込む投球を心掛けている。
2023年4月に野球YouTubeチャンネル『トクサンTV』がSGホールディングスギャラクシースターズを訪問した際には、左腕から繰り出す独特の軌道で、キャッチャーを座らせてストレート、チェンジアップ、カーブ、ドロップを投げ込んだ。他にライズ、スクリューも投げることができる。実戦形式の投球では、多彩な変化球と精密な制球力を披露した。

## 人物・エピソード
ステイシー・ポーターとはオーストラリア代表やSGホールディングスギャラクシースターズなどで10年以上にわたり共にプレーしている。
目標としているアスリートはオーストラリア人・プロテニス選手のアシュリー・バーティ。試合中に自らを落ち着かせる方法について関心を寄せている。
背番号は誕生日（7月14日）の「7」か「14」に関係する数字を意識しており、SGホールディングスギャラクシースターズで着用している「29」は、9-2=「7」になることから選んだ。
座右の銘は「What will be, will be（なるようになる！）」。レズビアンであることを公言している。

## 詳細情報

### 背番号
- 29（2014 - ）